# Taphephobia
Taphephobia ist ein 2007 gegründetes Dark-Ambient-Projekt.

## Geschichte
Taphephobia ist ein von Ketil Søraker 2007 initiiertes norwegisches Dark-Ambient-Projekt. Der ehemalige Musiker des Projektes Northaunt debütierte als Taphephobia über NOTHingness REcords 2007 mit House of Memories. Nachkommende Veröffentlichungen erschienen über Reverse Alignment, Kalpamantra und häufig über das von Frederic Arbour von Longing for Dawn betriebene Label Cyclic Law. Søraker gab an, dass er die Kooperation mit Arbour schätze, da Cyclic Law zu den populären Firmen des Genres zähle, das Label einen hohen ästhetischen Wert verkörpere und befreundete Interpreten unter Vertrag hielt.

## Stil
Die von Søraker gepflegte Herangehensweise an Dark Ambient wird in der Rezeption durchgehend als einzigartig hervorgehoben. Neben der üblichen elektronischen Instrumentierung nutzt er den Klang von Akustikgitarren, Flöten und weiteren analogen Instrumenten. Als besondere Inspiration benennt er Raison d’être und Aghast. Weiteren Einfluss schreibt er Robert Rich, Hammock, Ulver, Thomas Koner, Canaan, Bohren & der Club of Gore und Angelo Badalamenti zu. Mit dem Verweis auf Badalamenti einhergehend betont Søraker eine Inspiration durch David Lynch und dessen filmisches Schaffen sowie weiterer existentialistischer und surrealer Filme wie Stalker, Donnie Darko, Naked Lunch, Uhrwerk Orange oder The Limits of Control.

## Diskografie
- 2007: House of Memories (Album, NOTHingness REcords)
- 2007: Anomie (Album, Reverse Alignment)
- 2009: Black City Skyline (Album, Reverse Alignment)
- 2009: Nord Ambient Alliance Tour 2009 (Split-Album mit Northaunt und Svartsinn, Selbstverlag)
- 2010: Access to a World of Pain (Album, Greytone)
- 2011: Conting the Days (Kollaborations-Album, mit Coph’antae Tryr, Kalpamantra)
- 2012: The Unreality of Time (Split-Album mit Cogwheel, Psychomanteum und Rasalhague, Kalpamantra, Exxospheric Emissions)
- 2012: Taphephobia (Album, Greytone)
- 2013: Escape from the Mundane Self (Album, Cyclic Law)
- 2018: Ghostwood (Album, Cyclic Law)
- 2018: Monuments (Split-Album mit Kave, Cyclic Law)
- 2020: Blue Hour (Album, Cyclic Law)
- 2020: Pillars: Seeds of Ares (Kollaborations-Album als Kegaal mit NERATERRÆ und New Risen Throne, Cyclic Law/Anathema Publishing Ltd.)